# Cybdelis whitelii
Cybdelis whitelii är en fjärilsart som beskrevs av Butler 1873. Cybdelis whitelii ingår i släktet Cybdelis och familjen praktfjärilar. Inga underarter finns listade i Catalogue of Life.